# 伊斯蘭教神學派別
伊斯蘭教神學派別是指按照伊斯蘭教教義（阿吉德）的不同思想學派劃分的分支。根據伊斯蘭學家穆罕默德·阿布·扎赫拉，蓋德里葉派、加赫姆派、穆爾吉亞派、穆爾太齊賴派、巴頹尼葉派、艾什爾里派、馬圖里迪派及亞特哈里派（又稱聖訓派、罕百里派及賽萊菲派）都是伊斯蘭神學的古老派別。